# Campeonato Sudamericano de Voleibol Masculino de 2011
El Campeonato Sudamericano Masculino de Voleibol de 2011 fue la 28a edición del torneo, organizado por la Confederación Sudamericana de Voleibol (CSV). Se llevó a cabo en Manaus, Brasil, del 19 al 25 de septiembre de 2011. El campeón del evento clasificó a la Copa Mundial de Voleibol Masculino de 2011 que se llevará a cabo en Japón y el segundo colocado también accedió a dicha competición por su posición en la clasificación de la FIVB. (enlace roto disponible en Internet Archive; véase el historial, la primera versión y la última).

## Equipos participantes
- Argentina
- Brasil
- Chile
- Colombia
- Paraguay
- Uruguay
- Venezuela

## Campeón
| Brasil            |
| Campeón           |
| Brasil 28° título |

## Posiciones finales
| Pos | Equipo    |
| --- | --------- |
|     | Brasil    |
|     | Argentina |
|     | Venezuela |
| 4   | Colombia  |
| 5   | Chile     |
| 6   | Paraguay  |
| 7   | Uruguay   |

## Clasificados alMundial de Voleibol de 2011
| Bandera de Brasil | Bandera de Argentina |
| Brasil            | Argentina            |